# 21 Brygada Kawalerii (austro-węgierska)
21 Brygada Kawalerii (21. Kavalleriebrigade) – brygada kawalerii cesarskiej i królewskiej Armii. 
Brygada Kawalerii w Brzeżanach wchodziła w skład XI Dywizji. W 1876 roku została przemianowana na 21 Brygadę Kawalerii (niem. 21. Cavallerie-Brigade), a jej komenda przeniesiona do Rzeszowa.
Brygada wchodziła w skład 4 Dywizji Kawalerii. Komenda brygady mieściła się we Lwowie.
W 1914 roku w skład brygady wchodził:
- Pułk Dragonów Nr 15,
- Pułk Ułanów Nr 1[2].

## Komendanci brygady
- płk Gustav Greiner ( – 1871 → komendant Brygady Kawalerii 24 Dywizji Piechoty we Lwowie)
- płk / GM Maksymilian von Rodakowski (I 1872 – I 1874 → komendant 1 Brygady Kawalerii)
- płk / GM Franciszek Suchodolski de Suchodol (III 1874 – 1 XI 1876 → stan spoczynku)
- płk Karl von Lederer (1876[1] – )
- GM Karl Johann Zaitsek von Egbell (1892 – )
- GM / FML Juliusz Iskierski (I 1909 – II 1912 → komendant 4 Dywizji Kawalerii)
- GM Leopold von Prager ( – 1914)
- płk Alois Klepsch-Kloth von Roden (1914[2])
- płk / GM Lelio Spannocchi (1916 – 1918)